# Bakaye Dibassy
Bakaye Dibassy (Parigi, 11 agosto 1989) è un calciatore maliano con cittadinanza francese, difensore svincolato.

## Carriera

### Club
Il 1º luglio 2016 viene acquistato a titolo definitivo dalla squadra francese dell'Amiens. Dopo 134 presenze e nove reti con i francesi, nell'agosto 2020 si trasferisce negli Stati Uniti, nella franchigia del Minnesota Utd.